# Cologne Center for Genomics

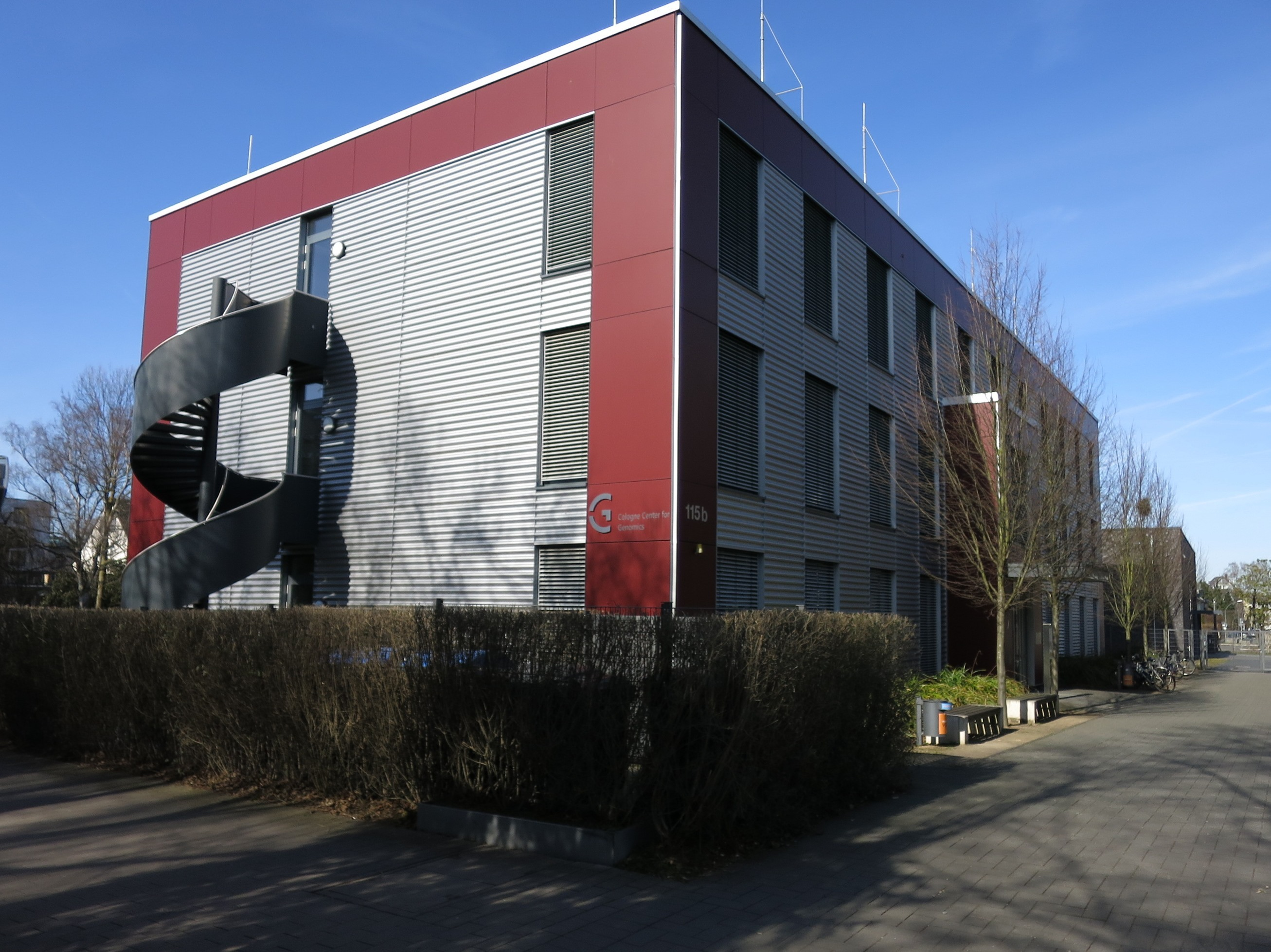
CCG, Köln-Sülz, Weyertal 115 b

Das Cologne Center for Genomics (CCG) ist eine von der Mathematisch-Naturwissenschaftlichen und der Medizinischen Fakultät getragene, fächerübergreifende Einrichtung der Universität zu Köln. Es wurde 2004 von Professor Peter Nürnberg gegründet und befasst sich seitdem mit der Genomsequenzierung. Hierbei unterstützt es sowohl die Medizinische als auch die Mathematisch-Naturwissenschaftliche Fakultät der Universität zu Köln. 2023 übernahm Professor Michael Nothnagel die Leitung des CCG von Professor Nürnberg.
Im Jahr 2010 zog das vormals im Institut für Genetik angesiedelte CCG in neue Laborräumlichkeiten im Weyertal 115b. Im Rahmen des Genomics Day 2010 hielt der Nobelpreisträger Sydney Brenner am 19. März 2010 die Festrede zur Eröffnung des neuen Labors.
Das CCG verfügt über die neuesten Geräte und Verfahren zur Gensequenzierung, Genkartierung, Validierung von Genkopiezahlvarianten sowie zur Durchführung von whole genome association studies (Genomassoziierungsstudien). Unter anderem stehen dem CCG zur Erstellung von Genexpressionsprofilen die Plattformen von Affymetrix, Illumina, ABI und Roche zur Verfügung.
Derzeit spielt das CCG aufgrund seiner Infrastruktur für Sequenzierung und zur Untersuchung von Genen in komplexen Krankheitsbildern eine wichtige Rolle im Exzellenzcluster für Alternsforschung CECAD an der Universität zu Köln. Den Wissenschaftlern um Prof. Manolis Pasparakis im Exzellenzcluster CECAD für Alternsforschung an der Universität zu Köln gelang dadurch im Oktober 2011 ein Durchbruch in der Erforschung einer bestimmten Form des kontrollierten Zelltods, der sogenannten Nekroptose.
Ebenso wird das Netzwerk „SkinDev“ in der Abteilung Dermatogenetik am Cologne Center for Genomics der Universität zu Köln koordiniert. SkinDev umfasst dabei Forschungsgruppen aus Deutschland, Frankreich, Italien und Israel und ist eines von nur 13 Netzwerken, die zur Förderung in dem europäischen Programm ERA-Net zur Forschung über seltene Erkrankungen ausgewählt wurden und sich mit der Forschung an neuen Therapien für hämatologische, metabolische, neurologische und dermatologische Krankheiten sowie angeborene Fehlbildungen befassen.